# Cyrtosathe kirkspriggsi
Cyrtosathe kirkspriggsi är en tvåvingeart som beskrevs av Shaun L. Winterton och Metz 2005. Cyrtosathe kirkspriggsi ingår i släktet Cyrtosathe och familjen fönsterflugor.
Artens utbredningsområde är Namibia. Inga underarter finns listade i Catalogue of Life.